# ايروسباسيال كورفيت
ايروسباسيال كورفيت (بالإنجليزية: Aérospatiale Corvette)‏ هي نفاثة أعمال أنتجت في 1974 بفرنسا. من صناعة إيروسباسيال. كان أول طيران لها في 16 يوليو 1970. ومازالت في الخدمة حتى الآن. صنع منها 40 طائرة.